# Pjotr Patjantjuk
Pjotr Ivanavitj Patjantjuk (belarusiska: Пётр Іванавіч Пачанчук, ryska: Пётр Иванович Поченчук: Pjotr Ivanovitj Potjentjuk), född den 26 juli 1954 i Ljachaŭtsy, Vitryska SSR (nu Belarus), död 1 december 1991 i Hrodna i Belarus, var en sovjetisk friidrottare inom gång.
Patjantjuk tog OS-silver på 20 kilometer gång vid friidrottstävlingarna 1980 i Moskva. 